# معسكر الصمود
معسكر الصمود، هو أحد معسكرات دولة الكويت، يقع ضمن حدود معسكرات المباركية، وهي أهم منطقة عسكرية في دولة الكويت، وفي جواره منشآت ومقرات عسكرية بارزة، على رأسها مقر وزارة الدفاع الكويتية ورئاسة الأركان العامة للجيش الكويتي وهيئة الخدمة الوطنية العسكرية، وهو يتبع الحرس الوطني الكويتي. نال المعسكر اسمه إثر صمود قواتهِ وتصديها لقوات الجيش العراقي التي اقتحمت منطقة المعسكرات بعد الغزو العراقي للكويت.